# Мейзи Дэй
«Мейзи Дэй» (англ. Mazey Day) — четвёртая серия шестого сезона сериала-антологии «Чёрное зеркало». Его написал создатель сериала Чарли Брукер, а режиссёром стала Ута Бризевиц. Премьера серии, наряду с остальной частью шестого сезона, состоялась 15 июня 2023 года на Netflix. В нём рассказывается история папарацци Бо (Зази Битц) и актрисы Мейзи Дэй (Клара Ругор), скрывающейся от средств массовой информации после автомобильной аварии.
Это самая короткая серия «Чёрного зеркала» (её продолжительность — 40 минут). Это также первый эпизод сверхъестественного ужаса в сериале: главная героиня превращается в волка-оборотня. Брукер написал его после эпизода шестого сезона «Демон 79», ещё одной истории ужасов, и стремился расширить рамки сериала. Съёмки проходили в июне 2022 года в Испании.
Действие эпизода происходит в 2006 году. Изображённую в серии погоню папарацци за Мейзи сравнивали со вниманием средств массовой информации к Бритни Спирс, Пэрис Хилтон и Линдси Лохан. Такие детали, как полнолуние, предвещают раскрытие Мейзи как оборотня. Этот поворот, посыл и темы эпизода подверглись широкой критике со стороны рецензентов. Многие критики посчитали «Мейзи Дэй» худшей серией шестого сезона и одной из худших в сериале.

## Сюжет
В 2006 году папарацци по имени Бо (Зази Битц) снимает в мотеле доказательства того, что у мужчины-знаменитости роман с другим мужчиной. Он предлагает ей 500 долларов за удаление фотографий, но она продаёт их по 300 долларов за штуку, и знаменитость убивает себя. Коллеги Бо Гектор (Дэнни Рамирес), Уитти (Робби Танн) и Дьюк (Джеймс П. Рис) не проявляют к ней сочувствия. Они преследуют знаменитость, публикуя секс-видео: Уитти провоцирует её женоненавистническими оскорблениями и угрожает судебным иском, когда она реагирует. Бо решает уйти из профессии.
Актриса Мейзи Дэй (Клара Ругор) прекращает съёмки в Чехии после того, как сбежала с места аварии под воздействием вина и галлюциногенных грибов, и её не видели уже две недели. За её изображение объявлено вознаграждение в размере 30 000 долларов. Бо, которую её сосед по комнате Натан (Дэвид Рисдал) упрекает в просрочке арендной платы, выслеживает Мейзи до особняка кинопродюсера благодаря заведению, которое та упомянула в журнальной статье. Мейзи, замученная воспоминаниями, ночью громит гостиную, и доктор Бабич (Кеннет Коллард) устраивает её на выходные в реабилитационном центре нью-Эйдж. Бо следует за машиной, но водитель останавливается у закусочной, чтобы проткнуть ей колёса. Она звонит Гектору, чтобы тот отвёз их на мотоцикле в реабилитационный центр; у Уитти есть трекер на мотоцикле, и он приезжает вместе с Дьюком.
Четверо папарацци врываются в реабилитационный центр и находят Мейзи связанной в комнате с козами. Пока Бо расстёгивает её цепи, остальные делают десятки фотографий. Мейзи предупреждает, чтобы они ушли. С появлением полной луны Мейзи превращается в оборотня. Уитти и Дьюк продолжают фотографировать и погибают, а Бо и Гектор пытаются сбежать. Мотоцикл Гектора сбивает машина, на её водителя нападает оборотень, а Бо и Гектор бегут по лесу. Они добираются до закусочной и просят полицейского Клэя (Кори Джонсон) вызвать подкрепление. Бо пытается выхватить пистолет Клэя, тот начинает сдерживать её и надевать наручники.
Прибывает оборотень и нападает на всех, кроме Бо, которой удаётся выстрелить в неё из пистолета полицейского. Умирая, Гектор передаёт Бо свою камеру. Бо возвышается над Мейзи, та в человеческом обличье истекает кровью и умоляет Бо застрелить её. Бо передаёт ей пистолет, и когда Мейзи направляет пистолет себе в голову, Бо готовится сфотографировать её. Слышен выстрел.

## Производство
«Чёрное зеркало» взяло перерыв после выхода пятого сезона в 2019 году. Его исполнительные продюсеры Чарли Брукер и Аннабель Джонс ушли из продюсерской компании House of Tomorrow и присоединились к Broke and Bones, что привело к переговорам о правах на производство. Брукер взял перерыв в «Чёрном зеркале» и поработал над комедийными проектами. В мае 2022 года Netflix объявил, что шестой сезон «Чёрного зеркала» находится в разработке. Broke and Bones продюсировали сезон, в то время как материнская компания House of Tomorrow, Banijay, сохранила за собой право собственности.
Брукер был сценаристом «Мейзи Дэй». Это самый короткий эпизод сериала: его продолжительность всего 40 минут. По словам Брукера, в начале 2000-х годов, когда происходит действие эпизода, ещё не было смартфонов (из-за которых «все были папарацци»), а фотодоказательства было гораздо труднее подделать. Некоторые другие эпизоды сезона также происходят в прошлом.
Первым эпизодом шестого сезона, который должен был быть написан, был «Демон 79», история ужасов, действие которой происходит в 1979 году. Брукер сказал, что этот эпизод, названный «Красным зеркалом», помог ему найти новую перспективу для сериала, более близкую к «люди испорчены», чем к «технологии — зло». При написании «Мейзи Дэй» Брукер держал в уме «Национальный гимн», первый эпизод сериала, «очевидно задуманный как поразительный, удивительный и странный». Для «Мейзи Дэй» были созданы титры «Красного зеркала», но Брукер в конечном итоге выбрал титры «Чёрного зеркала», чтобы скрыть сверхъестественный поворот сюжета. Брукер сказал, что в идеале при повторном просмотре титры должны меняться на «Красное зеркало».

### Кастинг и съёмки
Первые сообщения в июле 2022 года сообщили о кастинге Зази Битц, Клары Ругор и Дэнни Рамиреса, которые сыграли Бо, Мейзи Дэй и Гектора соответственно. Режиссёром была Ута Бризевиц. Удо Крамер разработал декорации для «Мейзи Дэй», а также для других эпизодов шестого сезона. Битц сообщила, что съёмки проходили в июне 2022 года. В том же месяце местная газета Diario Sur сообщила, что в испанской провинции Малага снимался эпизод «Чёрного зеркала» под названием «Красная книга». Места съёмок включали Марбелью, Эстепону и студии Loasur в Коине. По словам Битц, бегать по лесу ночью было опасно, хотя некоторые ночные сцены были сняты днём.
Компания Framestore работала над визуальными эффектами для оборотня, включая скелетная анимацию для цифрового двойника Ругор, превращающегося в оборотня. Зубы оборотня претерпели множество изменений, также была разработана специальная система разрушения и смещения костей. Компания NVIZ обеспечила кинотрюк для графики, например, для компьютерных и телевизионных экранов, и видоизменила фон Малаги, чтобы он напоминал Лос-Анджелес. Саундтрек был написан Ариэлем Марксом и вышел 21 июля 2023 года.

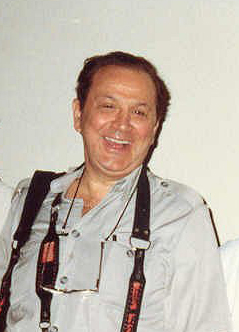
Папарацци Рон Галелла, герой фильма «Разбей его камеру»

По словам Битц, актёры импровизировали сленг и культурные отсылки к той эпохе. Было рассмотрено отношение папарацци к молодым знаменитостям в 2006 году. Ругор смотрела документальные фильмы о Бритни Спирс и Эми Уайнхаус, а Битц и Рамирес смотрели «Разбей его камеру» (2010), чтобы сравнить мотивацию Бо с мотивами папарацци Рона Галеллы. Битц сказала, что Бо ненавидела себя и предпочитала не сопереживать людям, более привилегированным, чем она сама. Рамирес отметил, что видна теневая сущность каждого персонажа, поскольку ими движут как хорошие, так и плохие качества.
Битц считала, что есть разница между интервью со знаменитостью и фотографированием без её согласия. Рамирес отметил, что виновата «сама система»: в то время как Гектор или Бо вторгаются в частную жизнь людей, они вынуждены зарабатывать деньги, чтобы платить за аренду. Битц сказала, что в этом эпизоде был «насмешливый тёмный элемент». По её словам, идея заключается в том, что человек, раскрывающий чужие секреты, сам в конечном итоге окажется «хрупким и незащищённым». В этом эпизоде вместо технологий используется сверхъестественное, но Битц сказала, что это привело к «тому же исследованию человеческого состояния».

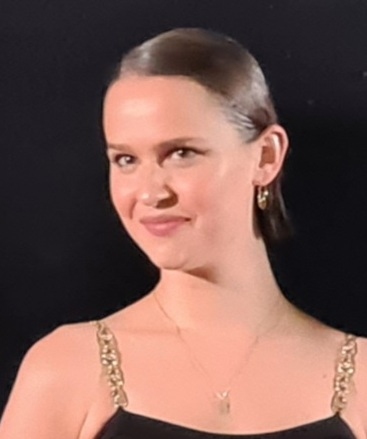
Клара Ругор в 2021 году

Ругор сказала, что Мейзи «просто хочет спокойно существовать в мире». Однако она невольно заключила договор с дьяволом, благодаря которой её актёрский успех привлек к ней внимание общественности. Хотя она коммерциализирована и у неё есть фанаты, которые ей поклоняются, Мейзи одинока. Ругор сказала, что, будучи оборотнем, Мейзи получает возможность восстановить контроль.

## Анализ
«Мейзи Дэй», история ужасов, является первым эпизодом «Чёрного зеркала», в котором рассказывается о сверхъестественном. В нём есть элементы фэнтези, ещё одного необычного для сериала жанра. «Мейзи Дэй» менее сосредоточен на технологиях, чем другие серии «Чёрного зеркала». Как и ранее в эпизодах «Национальный гимн» и «Осколки», все показанные технологии существуют и сегодня, в первую очередь камера. Чтобы задать время действия, в начале эпизода объявляется о рождении Сури Круз в 2006 году. iPod и упоминание о войне в Ираке также указывают на эту эпоху. Упоминается вымышленный сериал «Море спокойствия», называвшийся в других сериях.
Культура знаменитостей является темой «Мейзи Дэй», как и серий «15 миллионов заслуг» и «Рейчел, Джек и Эшли Два». Рецензенты сравнивали Мейзи с Пэрис Хилтон или Линдси Лохан, объектами огромного внимания папарацци в начале 2000-х. В Den of Geek Джульетта Харриссон сказала, что «безжалостные папарацци… фотографирующие раненую или умирающую женщину» напоминают гибель принцессы Дианы, о которой упоминается в «Лох-Генри». Луи Чилтон из The Independent сравнил смерть Кэролайн Флэк с самоубийством знаменитости из-за фотографии, сделанной Бо, и освещения этого в СМИ.
Как и «Лох-Генри», этот эпизод критикует средства массовой информации и показывает стремление персонажей к знаниям, которые приводят их к опасности. Эбигейл Миллер из Screen Rant думала, что на Мейзи охотились, как на животное, что обесчеловечило её; Алан Сепинволл написал в журнале Rolling Stone, что культура папарацци превращает всех в животных. Эбби Уайт из The Hollywood Reporter отметила, что в этом эпизоде исследуется, что значит быть «монстром». В статье для The Verge Эндрю Вебстер сравнил соблазн Бо преследовать Мейзи с тропом фильма об ограблениях, в котором преступников убеждают пойти на «последнюю работу».
В автокатастрофе Мейзи ранит оборотня, а он кусает её, когда она выходит из машины. Во время аварии на небе видна полная луна; позже полиция сообщила, что на месте происшествия был найден труп человека. Зрители изначально полагают, что страдания Мейзи вызваны чувством вины и зависимостью. Поворот сюжета предвещается диалогом врача Мейзи и козами, оставленными в реабилитационном центре на съедение оборотню. У Мейзи играет песня «Supermassive Black Hole» группы Muse, которая широко используется в «Сумерках», серии фильмов об оборотнях и вампирах. Хотя создатели знали об этой связи ещё до выхода эпизода, песня не была преднамеренной отсылкой.
Описывая согласие как центральный момент, Уайт написал, что Бо и Гектор менее агрессивны, чем её белые коллеги, во вторжении в частную жизнь других людей. Харриссон думала, что пренебрежительное отношение полиции к Бо может быть связано с её расовой принадлежностью — идея, повторяющаяся в шестом сезоне. Однако Бен Розенсток из Vulture счёл реакцию офицера разумной в данном контексте.

## Восприятие
Согласно агрегатору рецензий Rotten Tomatoes, этот эпизод имеет рейтинг одобрения 57 % на основе 14 обзоров. Из пяти звёзд эпизод получил две звезды в Vulture, i и The Independent, три звезды в Den of Geek и пять звёзд в The Daily Telegraph. Розенсток, Нил Армстронг из BBC Culture и Джуди Берман из Time сочли этот эпизод худшим эпизодом сезона, а Лейла Джордан из Paste сочла его одним из худших в сериале. Другого мнения были критики Кейли Дрей из The A.V. Club, посчитавшая его одним из сильнейших, и Алек Боджалад из Den of Geek, нашедший его средним.
Акцент в эпизоде на культуре папарацци был встречен плохо. Ричард Лоусон из Vanity Fair сказал, что 15 лет назад это было бы более актуально, а Армстронг и Ник Хилтон из The Independent согласились, что тема была неуклюже поданной и устаревшей. Чилтон писал, что те же темы были более творчески раскрыты в фильме «Стрингер» (2014). Рэйчел Доудс из Esquire назвала эту мораль «банальной», а Эмили Бейкер из i сказала, что «уже широко признано», что «свирепая тяга» к несчастьям знаменитостей ошибочна. Вебстер высказал мнение, что идея эпизода не раскрыта подробно из-за его краткости. Из всех эпизодов шестого сезона Сепинволл счёл, что он «больше всего нуждается в дополнительном времени». Напротив, Боджалад считал, что эпизод преуспел как «поучительный рассказ о человеческой природе», и считал его короткую продолжительность положительным моментом.
Превращение Мейзи в оборотня также вызвало негативную реакцию. Розенсток считал, что этому моменту не хватает как повествовательного, так и тематического характера, в то время как Сепинволл нашёл его непреднамеренно забавным. Харриссон подвергла критике то, что сверхъестественные элементы нарушают «обещание», установленное жанром и историей сериала. Она сказала, что зритель испытал бы «гораздо меньший бессмысленный шок», если бы первым посмотрел «Демон 79». Лаура Бабьяк из The New York Observer во время просмотра не испытала напряжения или чувства ужаса. Саманта Нельсон из IGN противопоставила его фильму «От заката до рассвета» (1996), заявив, что в последнем был удачный тональный сдвиг, но «Mazey Day» подрывает свой поворот сюжета, «пытаясь сделать его последние моменты эмоционально волнующими».
Однако некоторые критики похвалили этот поворот. Боджалад отметил, что было «совершенно правильное количество» намёков, включая заклёпочный пистолет водителя Мейзи и организацию реабилитационного центра. По словам Боджалада, смятение Мейзи из-за того, что она стала оборотнем, «лучше проявляется при повторном просмотре». Доудс похвалила, что финал был «настолько неожиданным и умным», что оправдывал отклонение от норм «Чёрного зеркала». Эд Пауэр назвал в The Daily Telegraph этот поворот «захватывающей поездкой старой закалки». Выразив неоднозначную реакцию, Бейкер сказала, что поворот был неплохим, но ему не хватало изобретательности или новизны, в то время как Вебстер счёл последний кадр «подходящим», но «немного резким».
Персонажи были встречены неоднозначно. Боджалад и Пауэр высоко оценили игру Битц, причём последний охарактеризовал её как «удивительно бесцеремонную». Пауэр отметил, что Ругор «сочувственно изображает Мейзи как маленькую потерянную тусовщицу». Однако папарацци, кроме Бо, подверглись критике: Вебстер счёл, что за них «невозможно болеть». Боджалад нашёл их «очень склизкими, но и довольно утомительными». Розенсток поставил под сомнение повествовательную цель Натана.

### Рейтинги эпизода
«Мейзи Дэй» был оценён критиками как один из худших эпизодов «Чёрного зеркала»:
- 14-е место — Эд Пауэр, The Daily Telegraph[48].
- 16-е место — Амит Катвала, Мэтт Рейнольдс и Джеймс Темпертон, Wired[49].
- 23-е место — Джеймс Хиббс, Radio Times[50]
- 24-е место — Люси Форд, Джек Кинг и Брит Доусон, GQ[51].
- 26-е место — Джеймс Хибберд и Кристиан Голуб, Entertainment Weekly[52].
- 26-е место — Чарльз Брамеско, Vulture[53].
- 28-е место — Брэйди Лэнгманн, Esquire[54].

GamesRadar+ и IndieWire перечислили 27 эпизодов, не считая «Брандашмыга», и поместили «Мейзи Дэй» на 18-е и 26-е места соответственно. Газета The New York Observer назвала его худшим из пяти эпизодов шестого сезона.